# Megaselia densior
Megaselia densior är en tvåvingeart som beskrevs av Schmitz 1927. Megaselia densior ingår i släktet Megaselia och familjen puckelflugor. Inga underarter finns listade i Catalogue of Life.